# Sianna
Sianna (vitryska: Сянна) är ett vattendrag i Belarus.   Det ligger i voblasten Mahiljoŭs voblast, i den östra delen av landet, 250 km öster om huvudstaden Minsk.
Omgivningarna runt Sianna är en mosaik av jordbruksmark och naturlig växtlighet. Runt Sianna är det glesbefolkat, med 11 invånare per kvadratkilometer.